# Agátocles do Egito
Agátocles foi um filho de uma cafetina que se tornou ministro do faraó Ptolemeu IV Filopátor e guardião, após a morte deste, do seu filho Ptolemeu V Epifânio, sendo morto por seus amigos para que a turba enfurecida não desse a ele uma morte mais cruel.

## Família
Agátocles é mencionado nos textos antigos como filho de Enante. Enante era uma cafetina, e sua filha Agatocleia tornou-se amante do rei Ptolemeu IV Filopátor.

## Ministro de Ptolemeu IV Filopátor
Após a guerra pela Celessíria, Ptolemeu largou inteiramente o caminho da virtude, adotando uma vida dissoluta. Ptolomeu se tornou corrompido pelo vinho e pelas mulheres, e, nos momentos em que estava sóbrio, exercia as funções sacerdotais, deixando o governo a cargo de Agatocleia.

## Regente de Ptolemeu V Epifânio
Quando Ptolemeu IV faleceu, seus ministros Agátocles e Sosíbio falsificaram um testamento, pelo qual eles seriam os guardiães de Ptolemeu V Epifânio, filho de Ptolemeu IV e Arsínoe III. Eles então trouxeram duas urnas, com os ossos do rei Ptolomeu IV e da rainha Arsínoe III, só que na urna da rainha havia especiarias. Ptolemeu ficou aos cuidados de Enante e Agatocleia.
Após o funeral, o povo começou a comentar o que havia acontecido com Arsínoe III, levando à revolta, segundo alguns, mais por ódio de Agátocles do que por amor a Arsínoe.
Segundo Políbio, Sosíbio foi quem mandou assassinarem Arsínoe, mas Agátocles premiou o assassino, Filamão, com o governo da Cirenaica.
Além de Filamão, Agátocles assumiu uma política de afastar do Egito todos os homens com alguma distinção: Pélope, filho de Pélope, foi enviado à Ásia, ao rei Antíoco, para reforçar o tratado de paz que havia sido celebrado por Ptolemeu IV Filopátor; Ptolemeu, filho de Sosíbio, foi enviado a Filipe, para preparar uma aliança caso Antíoco rompesse o tratado; Ptolemeu, filho de Agesarchus, foi enviado como embaixador a Roma e Escopas, o etólio, foi enviado à Grécia para contratar mercenários.

## Queda de Agátocles
Agátocles acabaria por se envolver em conflitos com Tlepólemo, o governador da cidade de Pelúsio, que mobilizou a população de Alexandria contra Agátocles.  Este foi morto por seus amigos para não cair nas mãos do povo e Tlepómeno tornou-se o novo regente.